# Liste von Söhnen und Töchtern der Stadt Banjul
Söhne und Töchter von Banjul (1816–1973: Bathurst), Hauptstadt des westafrikanischen Staates Gambia:

## 19. Jahrhundert
- Sheikh Omar Fye (1889–1959), Politiker in der britischen Kolonie Gambia
- Edward Francis Small (1891–1958), Gewerkschafter und Politiker in der britischen Kolonie Gambia
- Hannah Forster (1893–1966), Unternehmerin und Politikerin

## 20. Jahrhundert

### 1901–1940
- Alhaji Alieu Badara N’Jie (1904–1982), Politiker
- Samuel Horton Jones (1909–1990), Mediziner und Politiker in der britischen Kolonie Gambia
- Rosamond Fowlis (1910–1994), Pädagogin
- Baboucarr Semega-Janneh (1910–2002), Kartograph, Politiker und Diplomat
- Dixon Colley (1913–2001), Journalist und Verleger
- Lucretia St. Clair Joof (1913–1982), Politikerin
- Sam Sarr (1921–2006), Diplomat
- Louise N’Jie (1922–2014), Politikerin
- Lilian Johnson (1923–2005), Pädagogin, Kolumnistin und Politikerin
- Samuel H. M. Jones (1923–2017), Pädagoge, Beamter, Diplomat und Kolumnist
- Peter John N’Dow (* 1923), Mediziner und Beamter
- Augusta Jawara geb. Mahoney (1924–1981), Politikerin und First Lady
- Alieu Ebrima Cham Joof (1924–2011), Historiker, Politiker, Schriftsteller und Gewerkschafter
- Florence Mahoney (* 1929), Historikerin
- Momodou Baboucar Njie (1929–2009), Politiker
- Mustapha B. Wadda (1930–2010), Politiker
- Rachel Palmer (1931–2000), Krankenschwester und Politikerin
- Sally Njie (1932–2020), Bibliothekarin und Autorin
- Lenrie Peters (1932–2009), Poet
- Momadu Lamin Saho (1932–1993), Politiker und Rechtsanwalt
- Ebrahim M. Samba (1932–2016), Mediziner, regionaler Direktor der Weltgesundheitsorganisation
- Horace R. Monday, Jr. (1933–1991), Zentralbankchef und Diplomat
- Lamin Abdou Mbye (1934–2004), Diplomat, Historiker und Hochschullehrer
- Janet Badjan-Young (* 1937), Dramatikerin
- Ousman B. Conateh (1937–2020), Unternehmer und Sportfunktionär
- Sulayman Masanneh Ceesay (1939–2015), Politiker
- Dawda Jallow (um 1940–2010), Imam und Radioprediger

### 1941–1960
- Dembo Konte (1942–2014), Musiker

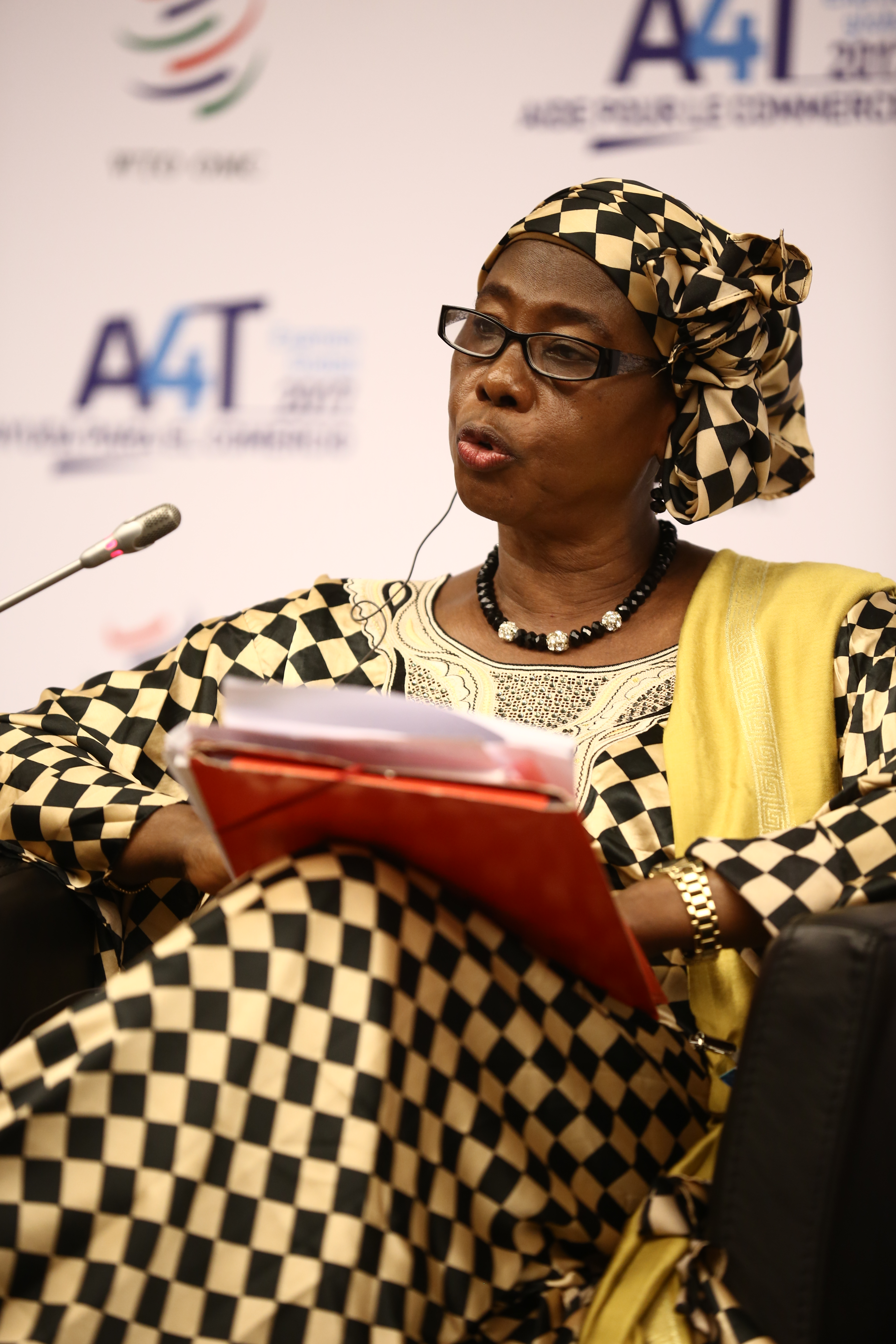
Isatou Touray
(* 1955)

- Pap Cheyassin Secka (1942–2012), Politiker
- Sourahata B. Semega-Janneh (* 1942), Jurist
- Vicky Blain (* 1943), Sängerin
- Ebou Dibba (1943–2000), Schriftsteller
- Satang Jow (* 1943), Politikerin
- J. Ayo Langley (1943–2007), Geschichts- und Politikwissenschaftler, Beamter, Autor und Diplomat
- Patience Sonko-Godwin (* 1943), Historikerin und Autorin
- Laba Sosseh (1943–2007), Musiker
- Crispin Grey-Johnson (* 1946), Politiker
- Femi Peters (* um 1946–2018), Politiker
- Elizabeth Renner (* 1946), Politikerin
- Ransford Cline-Thomas (1947–2020), Programmsprecher und Nachrichtensprecher
- Sidi Moro Sanneh (* 1947), Politiker, Außenminister Gambias
- Bai-Mass Taal (* 1947), Politiker
- Abdoulie Bah (1948–2018), Politiker; Oberbürgermeister von Banjul (2013–2018)
- Alh. Momodou Njie (1948–2020), bekannt als „Biri Biri“ – Fußballlegende in den 1970er Jahren, spielte in der Nationalmannschaft von 1963 bis 1987
- Ebrima Jobe (1949/1950–2020), Basketballspieler
- Samba Faal (* 1950er), Politiker
- Nana Grey-Johnson (* 1951), Schriftsteller
- Ebrima Ousmane Ndure (* um 1952), Diplomat
- James Allen Yaw Odico (* 1952), anglikanischer Bischof
- Mariatou Jallow (* 1954), Politikerin
- Solomon Tilewa Johnson (1954–2014), anglikanischer Bischof von Banjul und Basketballnationalspieler
- Mariam Jack-Denton (* 1955), Politikerin
- Baboucarr-Blaise Jagne (* 1955), Politiker
- Isatou Touray (* 1955), Politikerin und Frauenrechtsaktivistin
- Julia Dolly Joiner (* 1956), Politikerin
- Ann Therese Ndong-Jatta (* 1956), Pädagogin, Politikerin und Funktionärin bei der UNESCO
- Neneh MacDouall-Gaye (* 1957), Politikerin
- Bala Garba-Jahumpa (* 1958), Politiker
- Matilda Johnson (* 1958), Bibliothekarin und Schriftstellerin
- Ndey Yassin Secka-Sallah (* um 1959), Rundfunkmoderatorin und Politikerin
- Sheikh Omar Fye (* 1960), Leichtathlet und Politiker
- Ousman Sillah (* 1964), Politiker
- Susan Waffa-Ogoo (* 1960), Politikerin

### 1961–1980

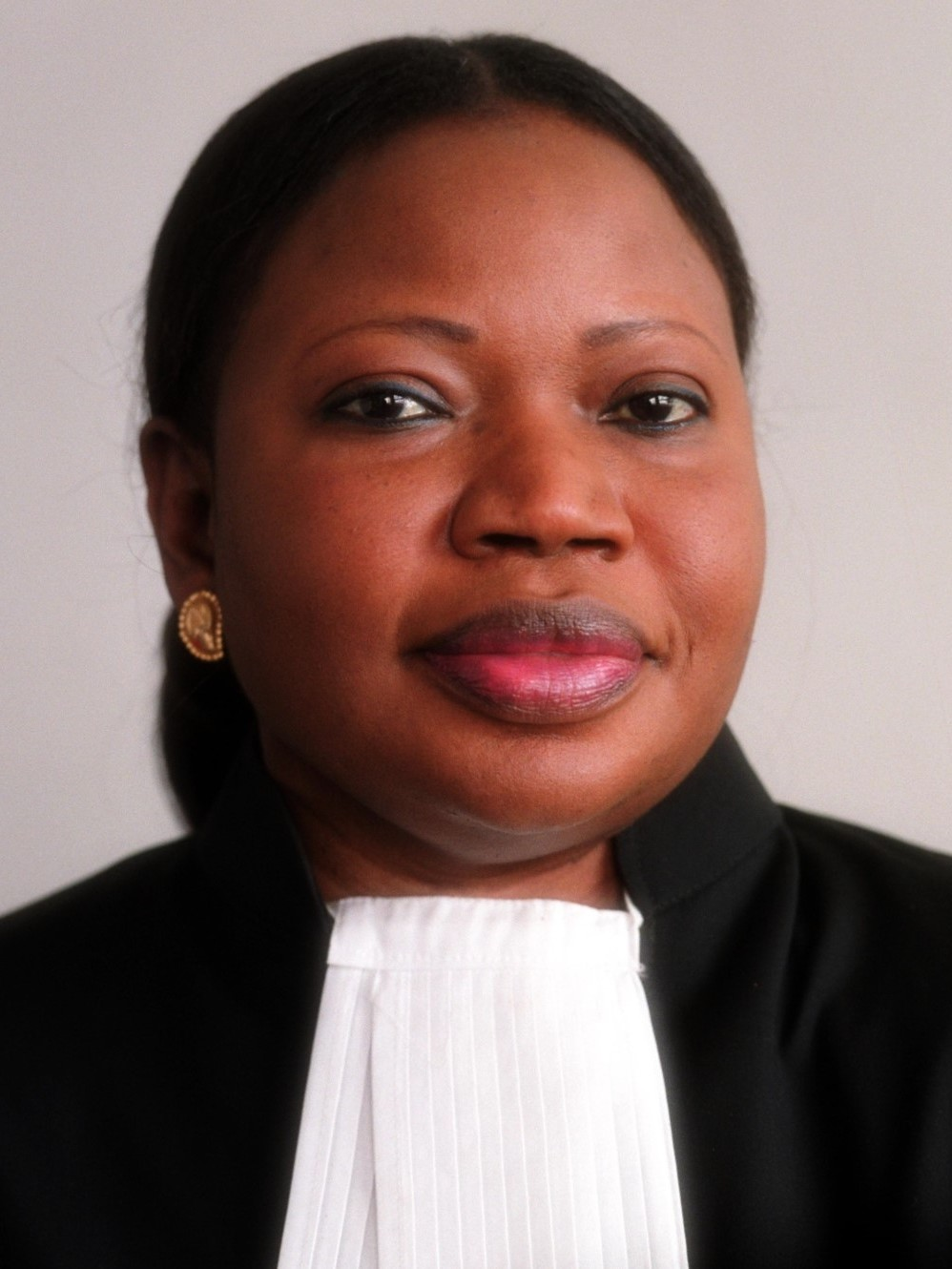
Fatou Bensouda
(* 1961)

- Fatou Bensouda (* 1961), Politikerin und Rechtswissenschaftlerin
- Jabou Jawo (* 1962), Leichtathletin
- Momodou Bamba Saho (* 1962), Ökonom
- Henry Gomez (* 1963), Politiker
- Peter Bonu Johnson (1963–2019), Fußballspieler und Trainer
- Tamsir Mbowe (* 1964), Mediziner und Politiker
- Isha Fofana (* 1965), Künstlerin
- Mam Sai Njie Sanneh (* 1965), Politikerin
- Mamadou Tangara (* 1965), Politiker
- Mass Lowe (* 1969), Musiker
- Rohey Malick Lowe (* 1971), Unternehmerin und Politikerin
- Naceesay Salla-Wadda (* 1971), Juristin
- Awa Bah (* um 1973), Richterin
- Pierre Gomez (* 1973), Literaturwissenschaftler, Hochschullehrer und Politiker
- Fatoumatta Bah-Barrow (* 1974), First Lady
- Ousmane Nyan (* 1975), Fußballspieler
- Sally Singhateh (* 1977), Schriftstellerin
- Bakary Gassama (* 1979), Fußballschiedsrichter
- Ndey Tapha Sosseh (* 1979), gambisch-malische Journalistin
- Pa Modou Kah (* 1980), Fußballspieler
- Pa Dembo Touray (* 1980), Fußballspieler
- Papa Sarr Corr (um 1980–2020), Fußballspieler

### 1981–1990
- Mohammed Camara (* 1981), Fußballspieler
- Omar Jawo (* 1981), Fußballspieler
- Alhaji Jeng (* 1981), Stabhochspringer
- Abdoulie Corr (* 1982), Fußballspieler
- Fatim Badjie (* 1983), Politikerin
- Dawda Bah (* 1983), Fußballspieler
- Modou Jagne (* 1983), Fußballspieler
- Arthur Gómez (* 1984), Fußballspieler
- Amadou Jawo (* 1984), Fußballspieler
- Pa-Ousman Sonko (* 1984), Fußballspieler
- Cherno Samba (* 1985), Fußballspieler
- Saihou Jagne (* 1986), Fußballspieler
- Mustapha Jarju (* 1986), Fußballspieler

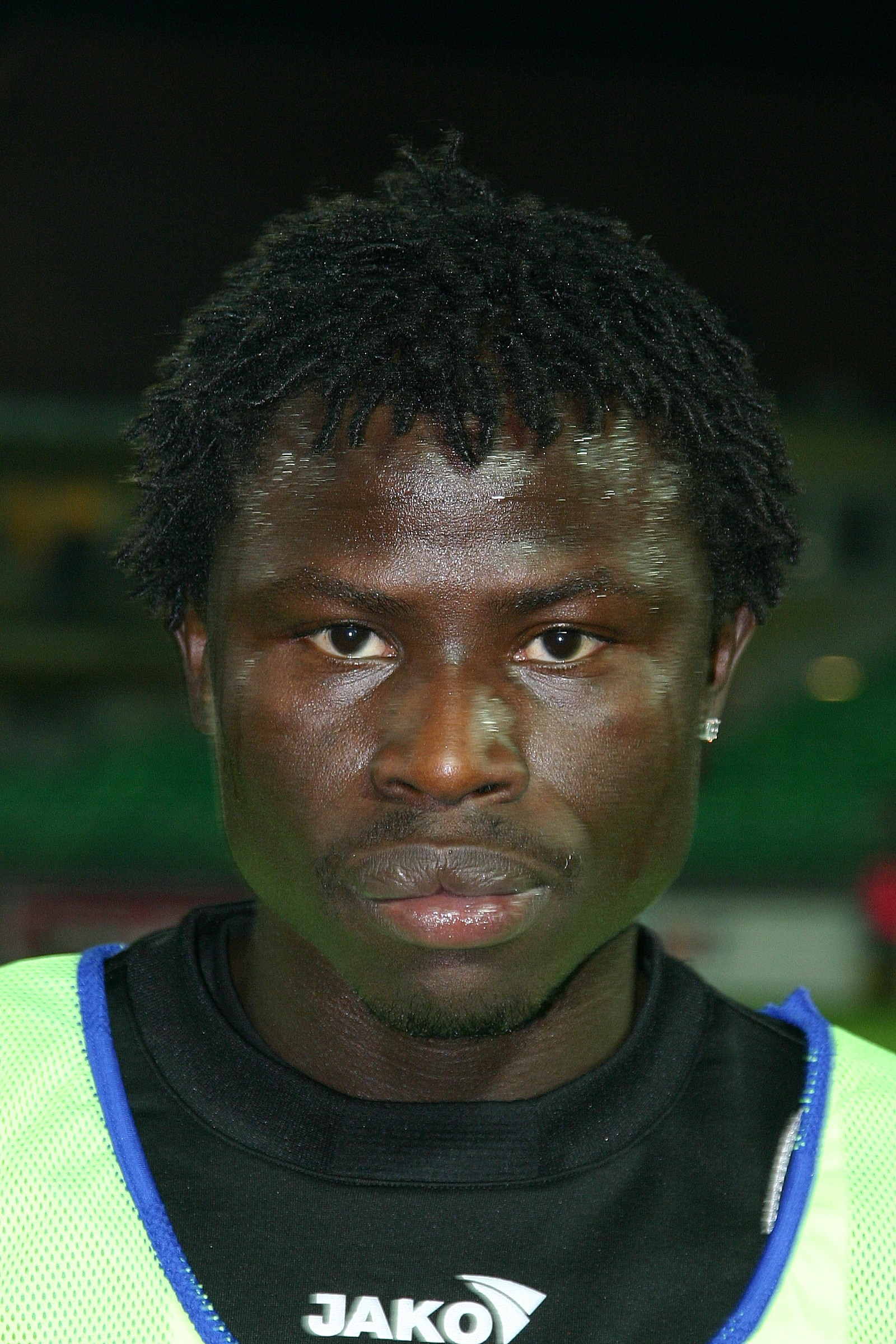
Pa-Ousman Sonko
(* 1984)

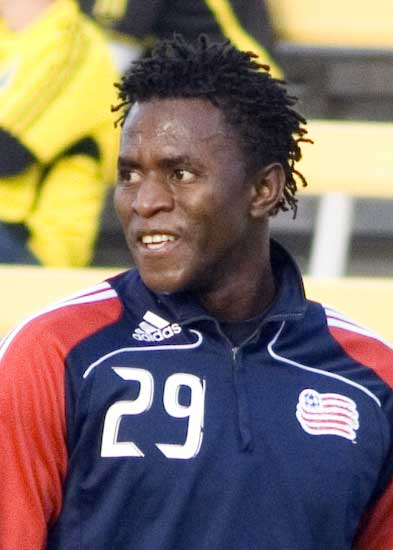
Abdoulie Mansally
(* 1989)

- Isatou Touray (* 1986), Fußballschiedsrichterin
- Fatou Tiyana (* 1987), Leichtathletin
- Mustapha Carayol (* 1988), Fußballspieler
- Momodou Ceesay (* 1988), Fußballspieler
- Ousman Jallow (* 1988), Fußballspieler
- Demba Savage (* 1988), Fußballspieler
- Christopher Allen (* 1989), Fußballspieler
- Pa Modou Jagne (* 1989), Fußballspieler
- Mohammed Mbye (Mohammed Jallow-Mbye; * 1989), Fußballspieler
- Omar Koroma (* 1989), Fußballspieler
- Abdoulie Mansally (* 1989), Fußballspieler
- Abdou Darboe (* 1990), Fußballspieler
- Emmanuel Gómez (* 1990), Fußballspieler

### 1991–2000
- Abdou Rahman Dampha (* 1991), Fußballspieler
- Modou Barrow (* 1992), gambisch-schwedischer Fußballspieler
- Omar Colley (* 1992), Fußballspieler
- Omar Jasseh (* 1992), Fußballspieler
- Saihou Gassama (* 1993), Fußballspieler
- Hamza Barry (* 1994), Fußballspieler[1][2]
- Assan Ceesay (* 1994), Fußballspieler
- Lamin Jallow (* 1994), Fußballspieler[3][4]
- Bubacarr Sanneh (* 1994), Fußballspieler
- Ali Sowe (* 1994), Fußballspieler
- Ahmed Tijan (* 1995), katarischer Beachvolleyballspieler gambischer Herkunft
- Musa Barrow (* 1998), Fußballspieler
- Solomon King Kanform (* 1998), Fußballspieler
- Ajara Samba (* 1998), Fußballspielerin
- Awa Tamba (* 1998), Fußballspielerin
- Adama Tamba (* 1998), Fußballspielerin
- Abubakr Barry (* 2000), Fußballspieler

## 21. Jahrhundert

### 2001–2020
- Nicolas Jackson (* 2001), senegalesischer Fußballspieler

## Geburtsjahr unbekannt
- Fatou Camara (* 20. Jahrhundert), Fernsehmoderatorin und Journalistin
- Ndey Conteh-Jallow (* zwischen 1940 und 1955), Unternehmerin
- Ralphina D’Almeida (* 20. Jahrhundert; † 2017), Medizinerin, Lehrerin und Politikerin
- Musa Dibba (* 20. Jahrhundert), Generaldirektor des Nachrichtendienstes State Intelligence Services
- Juka Jabang (* 20. Jahrhundert), Verwaltungswissenschaftlerin, Managerin, Autorin und Lyrikerin
- Fatou Jagne (* 20. Jahrhundert), Menschenrechtsaktivistin
- Landing Kinteh (* 20. Jahrhundert), Jurist; Generalinspekteur der Polizei
- Ebraima Manneh (* 20. Jahrhundert), Politiker und Diplomat
- Fatoumatta Njai (* 20. Jahrhundert), Politikerin
- Ramatoulie Othman (* 20. Jahrhundert), Schriftstellerin